# Andrzej Karaś
Andrzej Józef Karaś (ur. 1692, zm. 17 kwietnia 1752), polski duchowny katolicki, pierwszy rektor (regens) seminarium w Kielcach i archidiakon kielecki.
W 1719 był wikariuszem przy kolegiacie św. Jana w Warszawie oraz wiceregensem miejscowego seminarium. W sierpniu 1723 został wyznaczony przez biskupa krakowskiego Konstantego Felicjana Szaniawskiego oraz zwierzchnika warszawskiej wspólnoty księży komunistów Józefa Michała Gassa na wizytatora miejsca pod nową fundację w Kielcach; przybył do Kielc 24 sierpnia, miesiąc później został instalowany jako wikariusz kieleckiej kolegiaty. Zajął się wprowadzaniem w kolegiacie śpiewu i ceremoniału rzymskiego, co niebawem wywołało konflikt z miejscowym duchowieństwem. 3 lutego 1724 został wiceprepozytem w Kielcach, niespełna miesiąc później − prepozytem szpitala Św. Trójcy. Był też kanonikiem honorowym kolegiaty.
Pod kierunkiem Karasia od kwietnia 1724 trwały prace nad budową szkół i seminarium w Kielcach, zakończone w sierpniu 1727. Już 4 czerwca 1726 Karaś, wraz z wydaniem aktu erekcyjnego seminarium, został jego pierwszym rektorem (regensem). Opracował Ordo alumnorum Seminarii Kielcensis, zatwierdzone przez biskupa Szaniawskiego. Jednocześnie pełnił przypisaną do zwierzchnictwa seminarium godność archidiakona kieleckiego. Obu tych funkcji zrzekł się 18 marca 1729, przekazując je J. M. Gassowi, a samemu pozostając wiceregensem i wiceprepozytem kolegiaty w Kielcach. 24 grudnia 1746 z rąk biskupa Andrzeja Stanisława Załuskiego odebrał nominację na egzaminatora synodalnego. Wyznaczony był kilkakrotnie na egzekutora testamentów zmarłych kanoników: w 1744 Sebastiana Hinczy, w 1751 Jakuba Cybulskiego.
Ufundował w kolegiacie kieleckiej czarny ornat z aksamitu, wraz ze stułą i manipularzem, a także dwie płócienne alby. Zmarł 17 kwietnia 1752, pochowany został w kolegiacie kieleckiej.